# OMI (cantante)
Omar Samuel Pasley (May Pen, Clarendon, 3 de septiembre de 1986), conocido por su nombre artístico OMI, es un cantante y compositor jamaiquino. Saltó a la fama mundial en 2015 con una remezcla de «Cheerleader», realizada por el productor Felix Jaehn, que ingresó en la número uno en las listas de éxitos musicales en más de veinte países, incluyendo Estados Unidos, Reino Unido y Australia. Su siguiente sencillo, «Hula Hoop», alcanzó cierta notoriedad. Pero cuando lanzó su primer álbum, Me 4 U, tuvo aún menos éxito.

## Biografía

### Infancia e inicios de su carrera artística
Nacido Omar Samuel Pasley el 3 de septiembre de 1986 en May Pen, una localidad rural en la parroquia de Clarendon en Jamaica. Último de los cuatro hijos de Kenroy Pasley y Rachel, ambos jamaiquinos. Su padre fue un músico y artista plástico, popularmente conocido como Jah Ken, que murió de enfisema pulmonar cuando Omi tenía nueve años. Cita a su padre como una influencia importante para convertirse en un artista musical, y de acuerdo con Omi: «tenía una excelente manera de expresarse musicalmente, se podía oír el alma cuando cantaba». Con el propósito de mantener el legado de su padre y la familia unidad, Omi empezó a realizar actuaciones musicales en su infancia. Así, de niño, cantó en el coro de la iglesia, en conciertos de la escuela y en reuniones comunitarias.
Estudió en la escuela primaria de May Pen  y posteriormente ingresó en la Garvey Maceo High School, donde a menudo realizó actuaciones de rap junto con sus compañeros de clase, influenciado por los artistas Eminem, Biggie y Tupac. Mientras que de los artistas locales, la única que lo inspiró para aquel entonces fue Tanya Stephens, quien con la narrativa de sus obras lo hizo empezar a disfrutar de la cultura jamaicana. Su pasión por la música creció aún más a la edad de catorce años, cuando descubrió su habilidad como compositor. Luego, empezó a grabar sus composiciones y eran muy bien recibidas por sus amigos. En los años 2000, Omi comenzó a inspirarse en artistas como John Legend, Nat King Cole y Sam Cooke, después de haber sido un gran aficionado al rap en su adolescencia.
En 2008, a los veintiún años, realizó una composición que tituló «Cheerleader», cuando despertó tarareando su melodía. Al año siguiente, fue descubierto por el productor Clifton Dillon, conocido como Specialist, una figura influyente en la industria de la música jamaicana, que se convirtió en su mánager y colaborador. En un principio, las letras de «Cheerleader» eran solo dos versos, ya que Omi la había escrito pensando que serviría como interludio para un álbum, pero cuando comenzó a trabajar en su música con Dillon, este lo convenció a escribir un tercer verso y la composición empezó a tomar forma. Sly Dunbar, del dúo Sly and Robbie, el saxofonista Dean Fraser y el guitarrista Lamont «Monty» Savory contribuyeron en la grabación original de la canción, producida por Dillon, que se estrenó por primera vez a mediados de 2012 a través de Oufah, un sello independiente con sede en Kingston. «Cheerleader» fue muy bien recibida por el público jamaicano, convirtiéndose en una de las canciones más populares en las radios en 2012. También tuvo cierta notoriedad en el extranjero, en ciudades como Hawái y Dubái. Un videoclip se filmó en Blend, Oregón, dirigido por Tim Cash, para promover la canción. En aquella época, publicó otros sencillos como «Standing On All Threes», «Take It Easy» y «Fireworks», con cierta popularidad en Jamaica, pero nunca lanzó un álbum. Su nombre artístico de «Omi», es una simplificación de su primer nombre, Omar, por el cual su padre solía llamarlo.
En abril de 2013, Patrick Moxey, presidente del sello de música electrónica Ultra Music, escuchó «Cheerleader» en la radio de música caribeña y quedó encantado. Su interés por la canción aumentó mucho más cuando descubrió que había sido producida por Dillon, un colega suyo, a quien en ese entonces Salaam Remi estaba tratando de convencer para relanzar el sencillo. A finales de 2013, Omi firmó un contrato de grabación con Ultra, una filial de Sony Music, y para inicios de 2014, el sello encargó dos remezclas de «Cheerleader», una del disyóquey Ricky Blaze y la otra del productor alemán Felix Jaehn. Omi, Moxey, Dillon y Remi quedaron fascinados con el sonido de la versión de Jaehn y la pusieron en los mercados musicales en mayo de 2014 mediante el sello Ultra.

### Ascenso a la fama
La remezcla de «Cheerleader», producida por Felix Jaehn, comenzó a ganar popularidad en Suecia en octubre de 2014, e ingresó en la número uno en el listado de sencillos sueca nueve veces. Posteriormente alcanzó notoriedad en Francia, Italia, Dinamarca y Países Bajos, y para principios de 2015, era un éxito en la mayoría de las listas de popularidades musicales europeas, en parte por el amplio despliegue publicitario de la compañía Sony Music y sus filiales. A finales de enero, «Cheerleader» ingresó en la número 1 en el ranking de sencillos de Australia y pasó a ser el cuarto país en el que alcanzó la número uno, después de Suecia, Dinamarca y Países Bajos. Además, Omi se convirtió en el cuarto artista jamaicano que obtuvo la número uno de referido listado de éxitos, detrás de Carl Douglas, Boris Gardiner y Shaggy. En total, «Cheerleader» entró dos veces en el primer puesto en el listado de sencillos y fue la segunda canción más vendida en Australia en 2015, y recibió la certificación de seis platino por la Australian Recording Industry Association (ARIA), tras rebasar las cuatrocientas veinte mil unidades.
En marzo de 2015, se firmó un acuerdo con el sello Syco Music, cuyo dueño y operador es Simon Cowell, para promover y distribuir la canción en Reino Unido. Semanas antes del lanzamiento de «Cheerleader» en el territorio británico, empezó a ganar popularidad en los servicios de streaming, por lo que, el sello tuvo que estrenarla antes de lo programado, el domingo 12 de abril. Un vídeo con letras de la canción y una presentación musical de Simon Cowell en Capital FM a finales de abril sirvieron como promoción de «Cheerleader», que entró en la posición número 1 en el listado de sencillos británica a inicios de mayo. La canción ingresó cuatro veces en el primer puesto en referido listado de éxitos, y convirtió a su intérprete en el primer artista jamaicano con la más larga duración en la número uno. «Cheerleader» figuró como la segunda canción más vendida en el territorio británico en 2015 por 1.5 millón de ejemplares vendidos, y fue certificada doble platino por la British Phonographic Industry (BPI), con base en sus ventas en descargas digitales y streaming. La canción también alcanzó notoriedad en el continente africano, especialmente en Sudáfrica, donde también se situó en la número uno del ranking de popularidad musical y vendió más de diez mil unidades, por lo que fue premiada oro por el organismo certificador discográfico sudafricano.
En Estados Unidos, «Cheerleader» tuvo su primera aparición en el Billboard Hot 100 a principios de mayo de 2015, entre las 90 principales del listado, pero tuvo su mayor auge a mediados de julio, cuando ingresó en la número 1 del Hot 100. En total, la canción entró seis veces en el primer puesto de referido ranking de popularidad entre julio y agosto, durante el verano y, por consiguiente, fue nombrada la canción del verano de 2015 en Estados Unidos por la revista Billboard. «Cheerleader» vendió más de 2.1 millones de copias en el territorio estadounidense y consiguió la certificación de triple platino por la Recording Industry Association of America (RIAA), con base en ventas de tres millones de unidades entre descargas digitales y streaming.
Omi debutó en la televisión estadounidense el 14 de julio, con una presentación musical de «Cheerleader» en Good Morning America y The Tonight Show Starring Jimmy Fallon. En agosto, llevó a cabo una puesta en escena de «Cheerleader» junto con Taylor Swift en un concierto de la gira «The 1989 World Tour» en San Diego, California, y en ese mismo mes, se lanzó una versión de «Cheerleader» para un público en español, en colaboración con Nicky Jam, y tuvo una buena acogida. Junto con Nicky Jam, cantó el tema en la entrega de los Latin Grammys de 2015. Su obra «Cheerleader» le valió múltiples nominaciones en varias ceremonias de premiación, incluyendo canción mejor vendida y mejor artista nuevo en los Billboard Music Awards 2016, canción del verano en los MTV Video Music Awards y, canción internacional del año y artista revelación internacional del año en los NRJ Music Awards, respectivamente.
En septiembre de 2015, Omi publicó «Hula Hoop» como el segundo sencillo de su álbum debut, y fue especialmente popular en Australia, donde ingresó entre las 10 principales posiciones en la lista de sencillos y pasó a ser la segunda canción de Omi con éxito en ventas en referido país. Asimismo, tuvo notoriedad en varios países europeos, como Alemania, Dinamarca y Suecia, al situarse entre los quince primeros puestos de sus ránquines de popularidad musical. El 16 de octubre de 2015, Omi puso en venta su primer álbum Me 4 U a través de los sellos, pero no fue demasiado bien recibido en Estados Unidos, donde vendió 9000 copias en su primera semana y alcanzó la posición 51 del Billboard 200. Las posiciones más altas de Me 4 U en ránquines de popularidad fueron la nueve en Suecia y la dieciocho en Canadá, respectivamente.

## Discografía
- Me 4 U (2015)

## Premios y nominaciones
| Año  | Premiación              | Categoría                        | Nominado      | Resultado | Ref.   |
| ---- | ----------------------- | -------------------------------- | ------------- | --------- | ------ |
| 2015 | MTV Video Music Awards  | Canción del verano               | «Cheerleader» | Nominado  |        |
| 2015 | Billboard               | Canción del verano               | «Cheerleader» | Ganador   |        |
| 2015 | MOBO Awards             | Mejor artista reggae             | Omi           | Nominado  | [ 51 ] |
| 2015 | NRJ Music Awards        | Revelación internacional del año | Omi           | Nominado  | [ 42 ] |
| 2015 | NRJ Music Awards        | Canción internacional del año    | «Cheerleader» | Nominado  | [ 42 ] |
| 2015 | Teen Choice Awards 2015 | Mejor canción del verano         | «Cheerleader» | Nominado  | [ 52 ] |
| 2015 | Danish Music Awards     | Éxito internacional del año      | «Cheerleader» | Ganador   | [ 53 ] |
| 2015 | BBC Music Awards        | Canción del año                  | «Cheerleader» | Nominado  | [ 54 ] |